# Aladağ (district)
Aladağ is een Turks district in de provincie Adana en telt 15.896 inwoners (2017). Tien jaar eerder woonden er nog 17.506 mensen in het district. Hoofdplaats is de gelijknamige stad Aladağ.

## Plaatsen in het district
- Boztahta
- Büyüksofulu
- Ceritler
- Darılık
- Dayılar
- Dölekli
- Eğner
- Gerdibi
- Gökçe
- İbrişim
- Kabasakal
- Karahan
- Kıcak
- Kışlak
- Kızıldam
- Kökez
- Köprücek
- Küp
- Madenli
- Mazılık
- Topallı
- Uzunkuyu
- Yağbasan
- Yeniköy
- Yetimli
- Yüksekören